# Прозор, Маврикий Эдуардович
Маврикий Эдуардович Прозор (16 (28) января 1849, Вильна — 10 мая 1928, Симье, Франция) — российский дипломат.

## Биография
Из польской дворянской семьи, не совсем обоснованно претендовал на графский титул. Дипломат. Чиновник по особым поручениям при министре иностранных дел (1892—1895), младший (второй) советник Министерства иностранных дел (1896—1897). Был генеральным консулом в Вене и Женеве.
В 1903 году — министр-резидент в Веймаре. Посланник России в Бразилии и Аргентинской Республике (1905—1909). Дружил с бразильским писателем и дипломатом Жуакином Набуку.
Прозором были установлены до того отсутствовавшие дипломатические отношения между Россией и Парагваем. В 1909 году он вручил верительные грамоты президенту Парагвая Эмилиано Гонсалесу Наверо. В январе 1909 им были также установлены прямые дипломатические отношения с Чили.
Автор нескольких брошюр по дипломатической части. Был знаком с Д. С. Мережковским, произведения которого переводил на французский язык. В 1903 году в Париже Прозор выпустил переведённую им на французский язык книгу Мережковского «Толстой и Достоевский». Знаток творчества Ибсена, переводчик пьес Ибсена на французский язык.

## Сочинения
- Прозор М. Характер Ибсеновских драм. (По поводу маленького Эльфа) // Северный вестник. 1895. № 6. С. 31-40
- Русские эмигранты в Бразилии: Донесение посланника в Рио-де-Жанейро. // Министерство иностранных дел. Сборник консульских донесений. [Выпуски 1-6]. — С.-Петербург : Товарищество Художественной Печати, 1905. -Выпуск 2. — С. 85 — 92. — В донесении рассказывается об истории переселения русских эмигрантов в Бразилию, о роде их занятий. В заключении упомянуто о двух основавшихся в Бразилии колониях русско-подданных поселенцев, из числа наиболее благоустроенных и процветающих, — «Марианна Пименталь» и «Барон де-Триумф».[5]